# Phagocata
Phagocata és un gènere de triclàdide planàrid que habita a l'aigua dolça d'àmplies regions de la regió holàrtica.
Es tracta d'un grup d'espècies força heterogeni.

## Morfologia
Els membres d'aquest gènere es caracteritzen per presentar un cap truncat o arrodonit amb dos ulls, testicles fol·liculars, rarament presenten fusió, atri masculí sense plaques de músculs radials, no presenten adenodàctils. Els ous són esfèrics o ovalats sense pedicel.

## Taxonomia
- P. albata
- P. altaica
- P. angusta
- P. asymmetrica
- P. bulbosa
- P. bursaperforata
- P. carolinensis
- P. cavernicola
- P. crenophila
- P. delmarei
- P. fawcetti
- P. flamenca
- P. gallaeciae
- P. graeca
- P. hamptonae
- P. hellenica
- P. kawakatsui
- P. nivea
- P. nordeni
- P. notadea
- P. obscura
- P. procera
- P. prosorchis
- P. pygmaea
- P. pyrenaica
- P. spurria
- P. stankovici
- P. subterranea
- P. suginoi
- P. tahoena
- P. tenella
- P. teshirogi
- P. tshukotica
- P. ullala
- P. undulata
- P. velata
- P. vernalis
- P. virilis
- P. vivida
- P. woodworthi